# Флэгг, Фэнни
Фэнни Флэгг (англ. Fannie Flagg, настоящее имя Патриция Нил англ. Patricia Neal, 21 сентября 1944) — американская актриса, писательница и комедиантка.

## Биография
Родилась в американском городе Бирмингеме. Настоящее имя Патриция Нил. В начале своей актёрской карьеры ей пришлось сменить имя, так как несмотря на звучность, так же звали обладательницу «Оскара». Закончив театральную школу и университет, вернулась в родной город и начала работать на телевидении в качестве сценариста.

## Фильмы с участием Фэнни Флэгг
- Женщина без правил (1999) — Sally the Waitress
- Жареные зелёные помидоры (1991) — Teacher, в титрах не указана
- Малолетний вампир (1987) — Mrs. Capello
- Harper Valley P.T.A. (сериал) (1981—1982) — Cassie Bowman
- Бриолин (1978) — Nurse Wilkins
- Rabbit Test (1978) — The President’s Wife
- Лодка любви (сериал) (1977—1986) — Liz Merritt
- Sex and the Married Woman (ТВ) (1977) — Virginia Ladysmith
- Оставайся голодным (1976) — Amy
- Чудо-женщина (сериал) (1976—1979) — Amazon Doctor
- Home Cookin' (ТВ) (1975) — Adelle
- Some of My Best Friends Are (1971) — Helen
- New Dick Van Dyke Show, The (сериал) (1971—1974) — 'Mike' Preston
- Пять лёгких пьес (1970) — Stoney
- Любовь по-американски (сериал) (1969—1974)

## Сценарист
- Red Bird (2010)
- Жареные зелёные помидоры (1991)

## Литературные произведения
- Дэйзи Фэй и чудеса / Daisy Fay and the Miracle Man (1981)
- Жареные зеленые помидоры в кафе «Полустанок» / Fried Green Tomatoes at the Whistle Stop Cafe (1987)
- Поваренная книга кафе «Полустанок» / Fannie Flagg's Original Whistlestop Cafe Cookbook (1993)
- Добро пожаловать в мир, Малышка / Welcome to the World, Baby Girl! (1998)
- Стоя под радугой / Standing in the Rainbow (2002)
- Рождество и красный кардинал / A Redbird Christmas (2004)
- Рай где-то рядом / Can’t Wait to Get to Heaven (2006)
- Я всё ещё мечтаю о тебе / I Still Dream About You (2010)
- На бензоколонке только девушки / The All-Girl Filling Station’s Last Reunion (2013)
- О чём весь город говорит / The Whole Town’s Talking (2016)
- Возвращение в кафе «Полустанок» / The Wonder Boy of Whistle Stop (2020)